# Лейн, Дайан
Да́йан Колли́н Лейн (англ. Diane Colleen Lane, род. 22 января 1965, Нью-Йорк, США) — американская актриса, известная благодаря ролям в телесериале «Одинокий голубь» и фильмах «Неверная», «Под солнцем Тосканы», «Лига справедливости». Номинантка на премию «Оскар».

## Биография
Дайан Лейн родилась в семье преподавателя по актёрскому мастерству Бартона Юджина Лейна и модели и певицы ночных клубов Коллин Ли Фэррингтон. С раннего возраста она была знакома с актёрским трудом: в шесть лет впервые вышла на сцену, в 1979 году в возрасте тринадцати лет снималась с Лоренсом Оливье в фильме «Маленький роман» у Джорджа Роя Хилла.
Затем последовала череда ролей в неудачных теле- и кинофильмах, пока Фрэнсис Форд Коппола в начале 1980-х годов не предложил ей роли в «Изгоях» и «Бойцовой рыбке». За этими работами последовали роли в нескольких провальных голливудских лентах, из-за чего Лейн даже покинула кинобизнес на три года.
В последующие годы Дайан Лейн снималась преимущественно в достаточно скромных, но амбициозных проектах. Так, в 1989 году она снялась с Робертом Дювалем и Томми Ли Джонсом в вестерне «Одинокий голубь», в 1994 году в паре с Дональдом Сазерлендом в исторической мелодраме «Война и страсть», в 1995 году — с Сильвестром Сталлоне в экранизации комикса «Судья Дредд», затем с Робином Уильямсом — в «Джеке» (1996) и Уэсли Снайпсом в «Убийстве в Белом доме» (1997). В 2000 году она получила главную роль в фильме «Идеальный шторм» с участием Джорджа Клуни и Марка Уолберга.
В 2002 году Лейн наконец-то удалось совершить настоящий прорыв: за главную женскую роль изменяющей мужу (в исполнении Ричарда Гира) жены в фильме «Неверная» Дайан получила многочисленные кинопремии и номинировалась на «Золотой глобус» и «Оскар».
В 2003 году вышел фильм «Под солнцем Тосканы», за роль в котором Лейн получила номинацию на Золотой глобус. В 2005 году вместе с Джоном Кьюсаком актриса сыграла в мелодраме «Любовь к собакам обязательна», в 2006 году — исполнила главную женскую роль в детективной драме Аллена Култера «Смерть Супермена». Партнёрами актрисы на съемочной площадке были Эдриен Броуди и Бен Аффлек.
В 2008 году Дайан Лейн появилась сразу в четырёх картинах: «Не оставляющий следа», «Телепорт», «Ночи в Роданте» и «Киллер». В 2010 году вместе с Джоном Малковичем Лейн сыграла в биографической драме «Чемпион». В 2013 году вышел фантастический боевик «Человек из стали» режиссёра Зака Снайдера, основанный на комиксах о Супермене издательства DC. Дайан Лейн исполнила в фильме роль приёмной матери Кларка Кента. В 2016 году вышел второй фильм Расширенной вселенной DC «Бэтмен против Супермена: На заре справедливости». В фильме, помимо Дайан Лейн, сыграли Генри Кавилл, Бен Аффлек, Эми Адамс, Джесси Айзенберг и Галь Гадот. В 2017 году Лейн снялась в той же роли в «Лиге справедливости».
24 января 2019 года в российский прокат вышел триллер Стивена Найта «Море соблазна», в котором Дайан Лейн исполнила одну из главных ролей. Компанию на съёмочной площадке ей составили Мэттью Макконахи, Энн Хэтэуэй и Джейсон Кларк.

## Личная жизнь
С 1988 по 1994 год Лейн была замужем за актёром Кристофером Ламбертом. У бывших супругов есть дочь: Элинор Жасмин Ламберт (род. 5 сентября 1993).
С 2004 по 2013 год Лейн была замужем за актёром Джошем Бролином.

## Фильмография
| Год  |    | Русское название                                | Оригинальное название                               | Роль              |
| ---- | -- | ----------------------------------------------- | --------------------------------------------------- | ----------------- |
| 1979 | ф  | Маленький роман                                 | A Little Romance                                    | Лорен Кинг        |
| 1980 | ф  | Испытавший любовь                               | Touched by Love                                     | Карен             |
| 1982 | ф  | Начисто                                         | Ladies and Gentlemen, the Fabulous Stains           | Коринна Барнс     |
| 1982 | ф  | Банда шести                                     | Six Pack                                            | Бризи             |
| 1983 | ф  | Бойцовая рыбка                                  | Rumble Fish                                         | Петти             |
| 1983 | ф  | Изгои                                           | The Outsiders                                       | Шерри Валенс      |
| 1984 | ф  | Клуб «Коттон»                                   | The Cotton Club                                     | Vera Cicero       |
| 1984 | ф  | Улицы в огне                                    | Streets of Fire                                     | Эллем Эйм         |
| 1987 | ф  | Берегись, дама!                                 | Lady Beware                                         | Катя Ярно         |
| 1987 | ф  | Чикаго-блюз                                     | Chicago Blues                                       | Лорри Дейн        |
| 1989 | ф  | Одинокий голубь                                 | Lonesome Dove                                       | Лорена Вуд        |
| 1991 | ф  | Ход конём                                       | Knight Moves                                        | Кэти Шеппард      |
| 1992 | ф  | Чаплин                                          | Chaplin                                             | Полетт Годдар     |
| 1992 | ф  | Мой новый пистолет                              | My New Gun                                          | Дэбби Бендер      |
| 1993 | ф  | Бабье лето                                      | Indian Summer                                       | Бет Уорден        |
| 1995 | ф  | Судья Дредд                                     | Judge Dredd                                         | Судья Херши       |
| 1995 | ф  | Дикий Билл                                      | Wild Bill                                           | Сюзанна Мур       |
| 1996 | ф  | Джек                                            | Jack                                                | Карен Пауэлл      |
| 1996 | ф  | Время бешеных псов                              | Mad Dog Time                                        | Грэйс Эверли      |
| 1997 | ф  | Убийство в Белом Доме                           | Murder at 1600                                      | Агент Нина Чейнс  |
| 1998 | ф  | Застенчивый пистолет                            | Gunshy                                              | Мелисса           |
| 1999 | ф  | Прогулка по Луне                                | A Walk on the Moon                                  | Пирл Кантровитц   |
| 2000 | ф  | Вирджинец                                       | The Virginian                                       | Молли Старк       |
| 2000 | ф  | Мой пёс Скип                                    | My Dog Skip                                         | Эллен Моррис      |
| 2000 | ф  | Идеальный шторм                                 | The Perfect Storm                                   | Кристина Коттер   |
| 2001 | ф  | Хардбол                                         | Hard Ball                                           | Элизабет Уилкс    |
| 2001 | ф  | Стеклянный дом                                  | The Glass House                                     | Эрин Гласс        |
| 2002 | ф  | Неверная                                        | Unfaithful                                          | Конни Самнер      |
| 2003 | ф  | Под солнцем Тосканы                             | Under the Tuscan Sun                                | Франсис           |
| 2005 | ф  | Любовь к собакам обязательна                    | Must love dogs                                      | Сара Нолан        |
| 2005 | ф  | Жестокие люди                                   | Fierce People                                       | Лиз Эрл           |
| 2006 | ф  | Смерть Супермена                                | Hollywoodland                                       | Тони Манникс      |
| 2008 | ф  | Киллер                                          | Killshot                                            | Кармен Колсон     |
| 2008 | ф  | Телепорт                                        | Jumper                                              | Мэри Райс         |
| 2008 | ф  | Ночи в Роданте                                  | Nights in Rodanthe                                  | Эдриэн Уиллис     |
| 2008 | ф  | Не оставляющий следа                            | Untraceable                                         | Дженнифер Марш    |
| 2010 | ф  | Чемпион                                         | Secretariat                                         | Penny Chenery     |
| 2011 | тф | Правдивое кино                                  | Cinema Verite                                       | Пэт Луд           |
| 2013 | ф  | Человек из стали                                | Man of Steel                                        | Марта Кент        |
| 2014 | ф  | Каждая секретная вещь                           | Every Secret Thing                                  | Хелен Мэннинг     |
| 2015 | мф | Головоломка                                     | Inside Out                                          | Джилл Андерсон    |
| 2015 | ф  | Трамбо                                          | Trumbo                                              | Клео Трамбо       |
| 2016 | ф  | Бэтмен против Супермена: На заре справедливости | Batman v Superman: Dawn of Justice                  | Марта Кент        |
| 2016 | ф  | Париж подождёт                                  | Bonjour Anne                                        | Энн               |
| 2017 | ф  | Уотергейт: Крушение Белого дома                 | Mark Felt: The Man Who Brought Down the White House | Одри Фелт         |
| 2017 | ф  | Лига справедливости                             | Justice League                                      | Марта Кент        |
| 2018 | ф  | Талли                                           | Tully                                               | Коррин Бёрнс      |
| 2018 | с  | Романовы                                        | The Romanoffs                                       | Кэтрин Форд       |
| 2018 | с  | Карточный домик                                 | House of Cards                                      | Аннет Шепард      |
| 2019 | ф  | Море соблазна                                   | Serenity                                            | Констанс          |
| 2020 | ф  | Кровные узы                                     | Let Him Go                                          | Маргарет Блэкледж |
| 2021 | ф  | Лига справедливости Зака Снайдера               | Zack Snyder’s Justice League                        | Марта Кент        |
| 2021 | с  | Y. Последний мужчина                            | Y: The Last Man                                     | Дженнифер Браун   |
| 2023 | с  | Экстраполяции                                   | Extrapolations                                      | Марта Рассел      |
| 2024 | мф | Головоломка 2                                   | Inside Out 2                                        | Джилл Андерсон    |
| 2024 | с  | Вражда: Капоте против лебедей                   | Feud: Capote vs. The Swans                          | Слим Кит          |
| 2024 | с  | Мужчина в полный рост                           | A Man in Full                                       | Марта Крокер      |
|      | ф  | Годовщина                                       | Anniversary                                         | Эллен             |

## Награды и номинации
| Год  | Награда                                 | Категория                                                    | Работа                        | Результат |
| ---- | --------------------------------------- | ------------------------------------------------------------ | ----------------------------- | --------- |
| 1980 | Молодой актёр                           | Лучшая молодая актриса в кинофильме: The Sybil Jason Award   | Маленький роман               | Победа    |
| 1980 | Молодой актёр                           | Лучшая молодая актриса в кинофильме                          | Маленький роман               | Победа    |
| 1981 | Молодой актёр                           | Лучшая молодая актриса в крупном кинофильме                  | Испытавший любовь             | Победа    |
| 1984 | Молодой актёр                           | Лучшая молодая актриса второго плана в кинофильме            | Изгои                         | Номинация |
| 1985 | Золотая малина                          | Худшая женская роль второго плана                            | Клуб «Коттон» / Улицы в огне  | Номинация |
| 1989 | Прайм-таймовая премия «Эмми»            | Лучшая актриса в мини-сериале или кинофильме                 | Одинокий голубь               | Номинация |
| 2000 | Независимый дух                         | Лучшая женская роль                                          | Прогулка по Луне              | Номинация |
| 2000 | Las Vegas Film Critics Society Awards   | Лучшая актриса                                               | Прогулка по Луне              | Номинация |
| 2001 | Western Heritage Awards                 | Bronze Wrangler                                              | Вирджинец                     | Победа    |
| 2001 | Blockbuster Entertainment Awards        | Лучшая актриса второго плана в драме                         | Идеальный шторм               | Номинация |
| 2002 | Премия Нью-Йоркского круга кинокритиков | Лучшая актриса                                               | Неверная                      | Победа    |
| 2003 | Vancouver Film Critics Circle           | Лучшая актриса                                               | Неверная                      | 3-е место |
| 2003 | Выбор критиков                          | Лучшая актриса                                               | Неверная                      | 3-е место |
| 2003 | ShoWest Convention                      | Звезда года                                                  | н/д                           | Победа    |
| 2003 | Спутник                                 | Лучшая женская роль                                          | Неверная                      | Победа    |
| 2003 | Национальное общество кинокритиков США  | Лучшая актриса                                               | Неверная                      | Победа    |
| 2003 | Голливудский кинофестиваль              | Актриса года                                                 | Неверная                      | Победа    |
| 2003 | Оскар                                   | Лучшая женская роль                                          | Неверная                      | Номинация |
| 2003 | Премия Гильдии киноактёров США          | Лучшая женская роль                                          | Неверная                      | Номинация |
| 2003 | Золотой глобус                          | Лучшая женская роль (драма)                                  | Неверная                      | Номинация |
| 2003 | Ассоциация кинокритиков Чикаго          | Лучшая актриса                                               | Неверная                      | Номинация |
| 2003 | Online Film & Television Association    | Лучшая актриса                                               | Неверная                      | Номинация |
| 2003 | Online Film Critics Society Awards      | Лучшая актриса                                               | Неверная                      | Номинация |
| 2003 | Общество кинокритиков Финикса           | Лучшая актриса                                               | Неверная                      | Номинация |
| 2004 | Спутник                                 | Лучшая женская роль                                          | Под солнцем Тосканы           | Номинация |
| 2004 | Золотой глобус                          | Лучшая актриса сериала (комедия/мюзикл)                      | Под солнцем Тосканы           | Номинация |
| 2011 | Прайм-таймовая премия «Эмми»            | Лучшая актриса в мини-сериале или кинофильме                 | Правдивое кино                | Номинация |
| 2011 | Спутник                                 | Лучшая актриса — мини-сериала или фильма на ТВ               | Правдивое кино                | Номинация |
| 2011 | Online Film & Television Association    | Лучшая актриса в мини-сериале или кинофильме                 | Правдивое кино                | Номинация |
| 2012 | Кинофестиваль в Саванне                 | Выдающиеся достижения в кино                                 | н/д                           | Победа    |
| 2012 | Премия Гильдии киноактёров США          | Лучшая женская роль в телефильме или мини-сериале            | Правдивое кино                | Номинация |
| 2012 | Золотой глобус                          | Лучшая женская роль (мини-сериал или телефильм)              | Правдивое кино                | Номинация |
| 2025 | Спутник                                 | Лучшая актриса второго плана в мини-сериале или фильме на ТВ | Вражда: Капоте против лебедей | Номинация |